# Andrew Bujalski
Andrew Bujalski, né le 29 avril 1977  à Boston, Massachusetts, est un réalisateur, scénariste, monteur et acteur américain. Il est surnommé le père du mumblecore.

## Filmographie

### comme réalisateur et scénariste
- 2002 : Funny Ha Ha
- 2005 : Mutual Appreciation (en)
- 2007 : Peoples House (court métrage)
- 2008 : Beeswax (en)
- 2013 : Computer Chess
- 2015 : Results
- 2018 : Support the Girls (en)
- 2019 : La Belle et le Clochard (Lady and the Tramp) de Charlie Bean (scénariste uniquement)
- 2022 : There There

### comme acteur
- 2002 : Funny Ha Ha
- 2005 : Mutual Appreciation (en)
- 2007 : Hannah Takes the Stairs
- 2008 : Cubby Knowles
- 2008 : Goliath
- 2008 : RSO (Registered Sex Offender)
- 2009 : Sorry, Thanks (en)
- 2012 : Somebody Up There Likes Me (en)
- 2012 : Saturday Morning Mystery (en)

## Distinctions
- Film Independent Spirit Awards 2004 : prix Someone to Watch pour Funny Ha Ha[2]
- Sidewalk Moving Picture Festival (en) 2005 : meilleur directeur pour Mutual Appreciation[3]
- Festival international du film de Newport 2005 : meilleur scénario pour Mutual Appreciation[4]
- Festival du film de Sundance 2013 : prix Alfred P. Sloan Feature Film pour Computer Chess[5]
- 2018 : Visionary Award de la Houston Film Critics Society, pour Support the Girls[6]